# Henning Schmitz
Henning Schmitz (n. 26 decembrie 1953, Germania) este un membru al grupului electronic Kraftwerk.
A studiat la Musikhochschule Rheinland și FH-ul din Düsseldorf, iar în 1980 a obținut diploma de calificare ca inginer (echivalentul german a unui Maestru în Știință) în tehnologia sunetului și imaginii.
Începând cu 1978 a lucrat cu Kraftwerk ca inginer de sunet, pentru prima oară a fost menționat pe albumul Electric Cafe și mai târziu l-a înlocuit pe membrul temporar Fernando Abrantes în concerte, din 1991 până-n prezent.
A creat de asemenea diverse melodii și efecte sonore pentru programele radio WDR începând cu mijlocul anilor '80.